# Manuel Luís Goucha

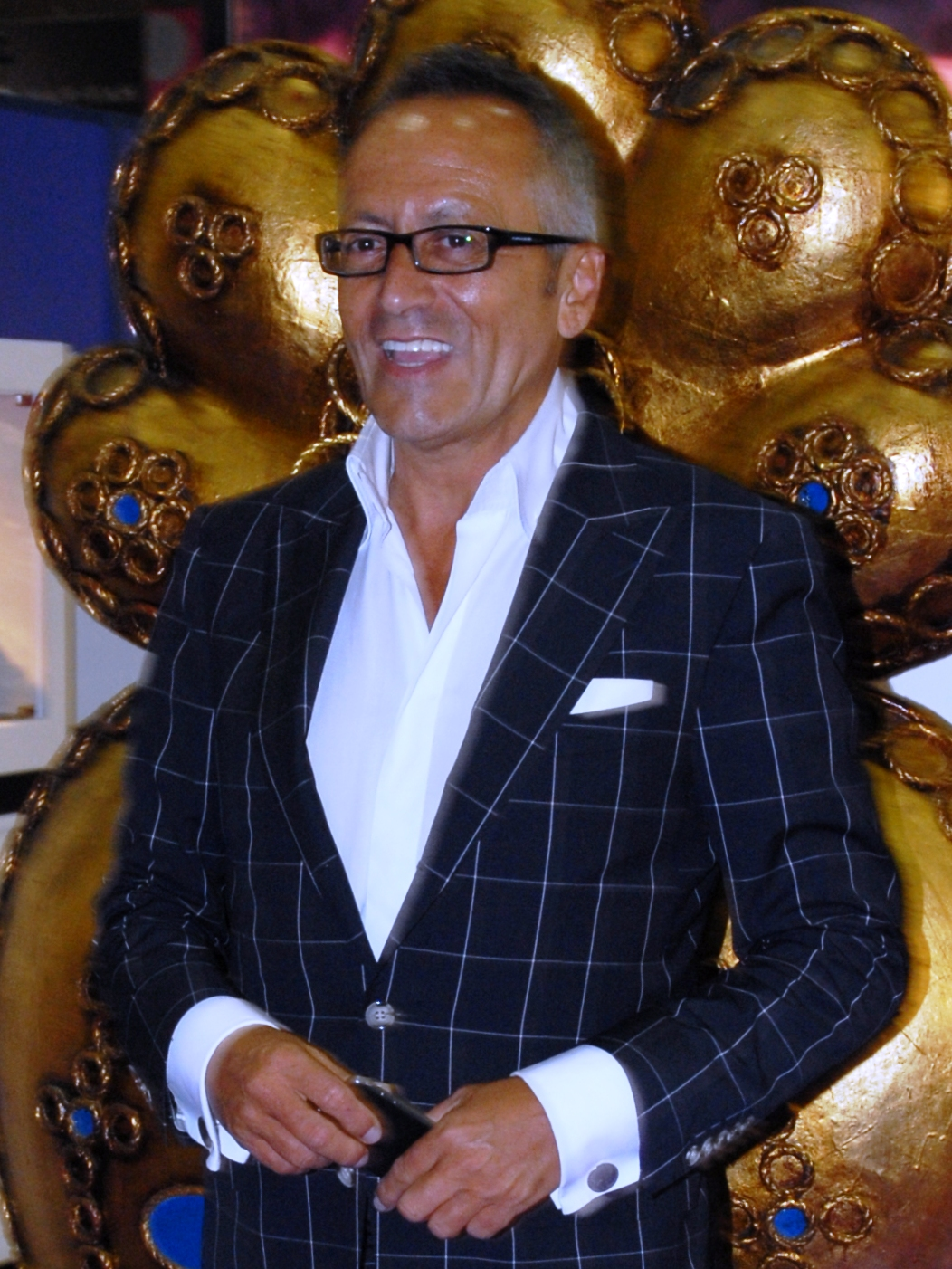
Manuel Luís Goucha (2012)

Manuel Luís Goucha (* 25. Dezember 1954 in Lissabon, Portugal) ist ein portugiesischer Fernsehmoderator.
Geboren in Lissabon, verbrachte er seine Kindheit und Jugend in Coimbra und kam später nach Lissabon zurück. Er arbeitete rund zehn Jahre als Theaterschauspieler, als er 1984 zum portugiesischen Staatsfernsehen RTP kam, wo er mit der Moderation von Kochsendungen für Kinder seine ersten Auftritte hatte.
Seine bekanntesten Moderationen machte er zwischen 1995 und 2002 mit der Sendung „Praça da Alegria“, einer großen, landesweiten Fernseh- und Unterhaltungsshow. 2002 wechselte er zum Sender TVI, wo er bis heute tätig ist.
Bekannt ist Goucha auch als Verfasser zahlreicher Kochbücher zur portugiesischen Küche. Seit 1990 ist er mit seinem Lebenspartner zusammen.